# Zeitwert
Der Zeitwert (oder Tageswert) beschreibt den Wert eines Wirtschaftsobjektes zu einem festgelegten Zeitpunkt und berücksichtigt dadurch die Zeitkomponente bei der Wertermittlung.

## Zeitwert in der Bilanzierung
Der Zeitwert eines Wirtschaftsgutes (einer Anlage bzw. des steuerlichen Betriebsvermögens) ist der um die Summe der bisherigen planmäßigen Abschreibungen verminderte Anschaffungswert. Da das abnutzbare Anlagevermögen (zum Beispiel Gebäude und Maschinen) im Laufe der Zeit an Wert verliert, wird für die Buchhaltung und Kostenrechnung jährlich ein bestimmter Geldbetrag (AfA) abgeschrieben (abgesetzt).
Wird das Wirtschaftsgut im Laufe der Zeit aufgewertet, etwa durch eine Reparatur oder Renovierung, so ist eine Wertkorrektur vorzunehmen und der Buchwert zu erhöhen. Der Wert der Korrektur setzt sich zusammen aus der geleisteten Arbeit (diese kann auch von den eigenen Mitarbeitern eines Unternehmens erbracht worden sein) und dem Wert des verwendeten Materials.
{\displaystyle \mathrm {Zeitwert} =\mathrm {Anschaffungswert} -\mathrm {bisherige\;Abschreibung} +\mathrm {Wertkorrektur} }.
In den International Financial Reporting Standards ist der „beizulegende Zeitwert“ in der deutschen Fassung die Übersetzung für den Fair Value (siehe auch International Accounting Standard 39).

## Zeitwert im Versicherungswesen
Im Versicherungswesen ist der Begriff Zeitwert ebenfalls gebräuchlich, hier versteht man darunter den Neuwert einer Sache abzüglich eines Geldbetrages für Alter, Gebrauch und Abnutzung. Speziell im Fall von Rückkaufswerten in der fondsgebundenen Lebensversicherung wird im Versicherungsvertragsgesetz (VVG) auf den Zeitwert Bezug genommen (§ 169 Abs. 4 VVG). Er wird in der Gesetzesbegründung für diesen Sonderfall mit dem gemeinen Wert im Steuerrecht gleichgesetzt, der einem prospektiven Deckungskapital mit marktkonformen Annahmen entspricht.
In den handelsrechtlichen Vorschriften für Versicherungen bezeichnet der Zeitwert im Zusammenhang mit der Bewertung von Kapitalanlagen den Marktwert oder einen entsprechend modellierten Wert (§ 341 Abs. 4, § 341d HGB und §§ 54 ff. RechVersV).

## Zeitwert eines Optionsscheines
Im Falle von Aktienoptionen bezeichnet der Zeitwert die Differenz zwischen Optionsscheingeldkurs und innerem Wert der Option. Die Höhe des Zeitwertes von Optionsscheinen hängt daher besonders davon ab, ob der Optionsschein Im Geld, Am Geld oder Aus dem Geld notiert. Der Zeitwert ist dabei dann am höchsten, wenn der Optionsschein Am Geld notiert, also der Basiswert-Kurs genau dem Ausübungspreis entspricht. Bewegt sich der Optionsschein weiter ins Geld, so wächst der innere Wert in einem stärkeren Maße, als der Zeitwert abgebaut wird. Bewegt sich der Optionsschein aus dem Geld, fällt der Optionsscheinpreis aufgrund des dann sinkenden Zeitwertes.
Er ist immer positiv (außer bei Marktineffizienzen) und nimmt mit abnehmender Restlaufzeit ab. Er ist quasi Ausdruck für die Chance oder auch das Risiko, dass mit verbleibender Zeit der Kurs eines Basiswertes fallen oder steigen kann.

## Zeitwert eines Kraftfahrzeugs
Der Begriff „Zeitwert“ ist im Zusammenhang mit der Wertermittlung eines Kraftfahrzeugs ein übergeordneter Begriff und sagt nichts darüber aus, ob der Verkaufswert oder der Wiederbeschaffungswert gemeint ist; er sollte daher besser vermieden werden. Die Rechtsprechung verwendet ihn meist im Sinne des Wiederbeschaffungswertes. Unterschiedliche Fragestellungen nach dem Wert eines Kraftfahrzeugs bedingen unterschiedliche Wertdefinitionen – siehe auch Verkehrswert (Kfz) –, sei es, weil ein Kfz im Zuge zolltariflicher Abwicklungen oder einer Verlassenschaft bzw. Insolvenz geschätzt werden soll, sei es, weil ein reparaturwürdiger Schaden vorliegt, aber das Fahrzeug unrepariert veräußert wird oder eine Reparatur in Eigenregie durchgeführt werden soll. Im Falle eines wirtschaftlichen Totalschadens stellt sich zudem die Frage nach dem Wert des Wracks.

## Tageswert und Tageswertprinzip
Ein Tageswert kann sowohl vom Faktormarkt (Wiederbeschaffungskosten am Bilanzstichtag) als auch vom Absatzmarkt (Verkaufspreis am Stichtag) abgeleitet werden. Auf ihm baut das Tageswertprinzip als Bewertungsgrundsatz auf, wonach die Bewertung des Vermögens zu einem am Bewertungsstichtag am Markt abgeleiteten Wert zu erfolgen hat.